# Châteaugay

Châteaugay este o comună în departamentul Puy-de-Dôme, Franța. În 2009 avea o populație de 3,137 de locuitori.